# Stazione di Cogollo del Cengio
La stazione di Cogollo del Cengio è stata una stazione ferroviaria posta lungo la ex linea ferroviaria a scartamento ridotto Rocchette-Asiago chiusa nel 31 luglio 1958, era servizio del comune di Cogollo del Cengio.